# David Schoenbaum
David Schoenbaum, né en 1935 à Milwaukee, est un historien américain spécialiste de l’histoire politique, militaire et sociale de l’Allemagne contemporaine et d’histoire des relations internationales. Il est professeur à l’université de l’Iowa.
Il est principalement connu pour son ouvrage La Révolution sociale de Hitler (1966), dans lequel il insiste sur la dimension modernisatrice et révolutionnaire du nazisme et qui a alimenté la réflexion sur les intentions, les effets et la portée de la politique sociale du régime nazi.

## Publications
- (en) Hitler’s Social Revolution: Class and Status in Nazi Germany, 1933-1939, Doubleday and Company, Garden City, 1966
  - (fr) trad. par Serge Volkoff, La Révolution brune. La société allemande sous le IIIe Reich (1933-1939), Gallimard, Paris, 2000  (ISBN 2070759180)
- (en) The Spiegel Affair, Doubleday and Company, Garden City, 1968
- (en) Zabern 1913: Consensus Politics in Imperial Germany, George Allen & Unwin, Londres, 1982  (ISBN 0049430254)
- (en) The United States and the State of Israel, Oxford University Press, New York, 1993  (ISBN 0195045777)
- (en) The German Question and Other German Questions, St. Martin’s Press, New York, 1996  (ISBN 0312160488)